# Charles Hapgood
Charles Hutchins Hapgood (17 de maio de 1904 - 21 de dezembro de 1982) foi um acadêmico norte-americano, e um dos mais conhecidos defensores da teoria da mudança nos pólos.
Segundo sua teoria, publicada em 1958 no livro "The Earth's Shifting Crust", associada a teoria das placas tectónicas, a crosta "flutua" sobre o magma e este líquido não necessariamente gira a mesma velocidade do resto das camadas da Terra, e mudanças de velocidade poderiam causar fenômenos como a inversão dos polos magnéticos, era do gelo e mudanças na duração do dia.